# (38460) 1999 TH13
1999 TH13 (asteroide 38460) é um asteroide da cintura principal. Possui uma excentricidade de 0.18700100 e uma inclinação de 12.63999º.
Este asteroide foi descoberto no dia 7 de outubro de 1999 por Korado Korlević e Mario Juric em Visnjan.